# Ісхепол
Ісхепо́л (дав.-гр. Ισχέπολις) — персонаж давньогрецької міфології, старший син мегарського царя Алкатоя і Евехми. Загинув під час Калідонського полювання на однойменного вепра.